# Горохов, Михаил Семёнович
Горохов Михаил Семёнович (8 (21) ноября 1909, разъезд Тёплые Ключи, Томской ж. д. — 1994, Ижевск) — советский учёный в области механики, доктор технических наук, профессор,  член-корреспондент Академии артиллерийских наук (1947), Почётный член  Российской академии ракетных и артиллерийских наук (1993).

## Биография

### Детство
Его отец, Семён Ильич (1886—1928), крестьянин-переселенец из Белоруссии, до революции работал ремонтным рабочим, путевым сторожем, в 1912—1914 годах участвовал в строительстве ж.-д. моста через р. Зея в Амурской обл., а затем служил мл. кондуктором на ст. Иланская Сибирской ж.д. (погиб при исполнении служебных обязанностей). Мать, Дарья Ивановна (1888—1969), занималась домашним хозяйством, а летом подрабатывала на уборке урожая. В семье Гороховых Михаил был единственным ребёнком. В 1916 году он поступил на учёбу в 4-классное училище на ст. Иланская, с 1924 года продолжил обучение в единой трудовой школе 2-й ст. в Канске. Избирался председателем ученического комитета. По окончании школы (1927) получил квалификацию учителя школ 1-й ст.

### Учёба в университете
В 1927 году поступил на физ.-математический факультет ТГУ университета (специальность «Прикладная математика»). Среди его учителей были профессора Л. А. Вишневский, Н. Н. Горячев, Ф. Э. Молин и др. Одновременно с ним учились П. П. Куфарев, Е. Д. Томилов. Вместе с П. П. Куфаревым проходил практику на заводе «Красный путиловец». В феврале 1930 года был командирован в Москву, где в Артиллерийской академии им. Ф. Э. Дзержинского прослушал лекции профессоров Н. Ф. Дроздова, А. А. Толочкова и др. Это обстоятельство в значительной степени предопределило направление его последующих научных исследований. По окончании университета (1931) по специальности «Прикладная математика» с правом работать в качестве науч. сотрудника специальных науч.-исслед. ин-тов и в качестве ассистента в вузах и втузах по своей специальности был распределен в аспирантуру.

### Работа в НИИММ
В 1932 году на базе уклона № 2 (баллистика) было создано спец. отд-ние физ.-мат. факультета ТГУ. На нём было введено преподавание баллистики, создано вычислительное бюро, при кафедре были организованы соответствующие лаборатории, оснащённые современным оборудованием. Будучи аспирантом, исполнял обязанности пом. зав. лабораторией, принимая активное участие в становлении лаборатории, поддерживая контакты с работниками ведомств НТКАУ, Артиллерийской академии им. Дзержинского. Эта лаборатория стала базой для открытия в мае того же года по инициативе проф. Л. А. Вишневского Науч.-исслед. ин-та математики и механики (НИИММ). С открытием ин-та переходит на работу в это науч. подразделение университета. В 1933—1937 — ст. науч. сотр., зав. группой ин-та (руководитель направления № 2 — внутренняя баллистика). После освобождения от обязанностей директора НИИММ А. Е. Радзивилова Горохов с 1 апр. 1938 — и. о. директора, с 22 сент. 1940 — директор института. Проделал большую работу по организации и строительству баллистических лабораторий. В дальнейшем с организацией при институте мастерских он руководил конструированием и изготовлением баллистической аппаратуры. К 1940 году мастерские НИИММ изготавливали основную баллистическую аппаратуру для заводов и полигонов страны (манометрические установки, велосиметры с камертонной записью, прессы системы Барановского, хронографы Ле Буланже, маятниковые верификаторы, копры, автоматические дуговые фонари, разрывные машины). Её производство было прекращено во время Великой Отечественной войны и возобновлено после окончания войны на более высоком уровне.

### Великая Отечественная война
В конце сент. 1941 года произошло слияние НИИММ с Сиб. физ.-техн. ин-том (СФТИ). Г. с 27 сент. 1941 по апр. 1960 — зав. спецотделом СФТИ. Одновременно вёл преподавание в ТГУ. По совместительству с 1932 — ассистент физ.-мат. ф-та университета. С 10 сент 1936 в связи с отстранением от работы и последующим арестом доц. М. И. Глобуса — и. о. зав. кафедрой № 2 (кафедра баллистики), с 27 марта 1938 — ст. преподаватель, с. 27 мая того же года — зам. начальника специальности, с 1939 — доцент (утверждён ВКВШ в 1939), зав. кафедрой внутренней баллистики (позднее — кафедра баллистики и артиллерии, в 60-е гг. — кафедра № 1) физ.-мат., затем спец., физ., физ.-техн. ф-тов. С 1 февр. по 1 марта 1941 — и. о. зав. спец. отд-нием. С 12 февр. 1944 по 15 окт. 1945 — декан спец. ф-та. С 1 дек. 1941 — член совета ТГУ, с апр. 1942 — член совета физ.-мат. ф-та, затем спец. ф-та.

### Педагогическая и научная работа
14 апреля 1956 года утверждён ВАК в учёном звании профессора по кафедре баллистики. Для студентов физ.-мат., а затем спец. и физ. ф-тов ТГУ университета читал курсы: теория рядов и внутренняя баллистика, вёл практические занятия по анализу I, анализу П и дифференциальной геометрии. Его лекции пользовались неизменным успехом у студентов, прежде всего из-за нестандартного подхода к изложению содержания. Они отличались из года в год. Г. постоянно искал новые решения задачи, вызывая тем самым у студентов желание пытаться вместе с ним, лектором, подойти к решению той или иной проблемы. Он учил не бояться трудностей, возникающих при постановке сложных экспериментов и при разработке новых методов и инженерных методик решения сложных задач оборонной техники. Был горячим сторонником самостоятельной работы студентов, которых всегда восхищало стремление Г. своими руками ремонтировать и восстанавливать вычислительную технику. Начало науч. деятельности Г. было связано с сектором прикладной математики и механики (баллистики) НИИММ. Помимо Г., в секторе в то время работали выпускники ТГУ Е. А. Позмогов, В. Ф. Полуэктов, а также В. Г. Кастров, Ф. Ф. Максимович и М. Эйдельсон. Г. в «Изв.» и «Тр. НИИММ» были опубликованы несколько его заметок по исследованию дифференциальных уравнений, а также о связи графического метода интегрирования с численным. В конце 1938 года в Артиллерийской академии им. Ф. Э. Дзержинского (Ленинград) Г. защитил дис. «Получение сверхскоростей» на соиск. учен. ст. канд. техн. наук (утв. ВКВШ в марте 1939). Г. занимался развитием обобщённого метода проф. Н. Ф. Дроздова, первым в мире предложившего математическую модель процесса выстрела из орудия в виде удобной для численного интегрирования системы нелинейных дифференциальных уравнений Однако большое число постоянных, достаточно сложные интегралы, выраженные лишь в квадратурах, в значительной степени затрудняли практическое использование формул Дроздова. Г., пользуясь логарифмической линейкой и таблицами логарифмов, обобщил метод Н. Ф. Дроздова и, введя относительные переменные, сократил число параметров до 4. Им же были составлены многочисленные вспомогательные таблицы для решения большого класса задач внутренней баллистики. Метод Г. получил широкое признание и нашёл применение при баллистическом проектировании миномётов, динамо-реактивных систем. При его использовании значительно упрощалось решение как прямой, так и обратной задачи внутренней баллистики для всех форм порохов, подчиняющихся двучленному закону газообразования. Занимаясь дальнейшим развитием метода Н. Ф. Дроздова, Г. разработал теорию баллистического проектирования и эффективного метода баллистического расчёта артиллерийских орудий с целью увеличения начальной скорости снаряда. Итогом стала защищённая им в 1954 дис. «Сравнительная оценка различных баллистических путей увеличения скорости снаряда» на соиск. учен. ст. д-ра техн. наук. Г. своими работами существенно дополнил исследование зависимостей для наибольшего могущества в трудах отеч. учёного-артиллериста проф. И. П. Граве и фр. баллистика Сюго. Им были найдены зависимости для определения условий заряжания для орудия наибольшей мощности и их зависимость от ряда факторов, решены задачи о наименьшем заряде и зарядной камере, наибольшем коэффициенте полезного действия. На основе анализа влияния коэффициента фиктивности Г. доказал, что максимальная дульная энергия снаряда достигается при меньшем весе заряда, чем наивыгоднейший, для орудия наибольшего могущества. Им была предложена методология поиска выгодных решений и составлены удобные таблицы для решения задач баллистического проектирования для орудий с большими начальными скоростями. Помимо этого, Г. были проведены теоретические исследования по выявлению влияния прогрессивности формы порохового зерна на основные характеристики выстрела, что нашло затем практическое применение в виде пористых зарядов — моноблоков. В своей работе «Внутренняя баллистика миномётов» Г. упростил сложную задачу, что сделало метод практически интересным для инженеров-конструкторов.
В годы Великой Отечественной войны руководил экспериментальными исследованиями по усовершенствованию существующих типов дульных тормозов. В мае-июне 1943 года командировался в действующую армию в район Мурманска. В области внутренней баллистики Г. и его учениками разрабатывались проблемы: решение основной задачи внутренней баллистики (ОЗВБ) и теория баллистического проектирования, в том числе для систем с большими относительными весами заряда, внутренняя баллистика миномётов, исследование второстепенных работ, истечение газов из полузамкнутого объёма и баллистика периода последствия, разработка метода измерения давления (упругий крешер, пьезоэлектрический, тензометрический и т. п.) и скорости снаряда на траектории, изучение теплофизических и энергетических характеристик порохов. Вместе с аспирантом, а затем доцентом С. А. Бетехтиным, рано ушедшим из жизни в результате трагического случая, Г. положил начало применению методов газовой динамики к решению задач внутренней баллистики при рассмотрении простой и усложнённой задачи Лагранжа. В соавт. с С. А. Бетехтиным, А. М. Виницким, К. П. Станюковичем и И. Д. Федотовым Г. опубликовал монографию «Газодинамические основы внутренней баллистики» (М., 1957), являющуюся одним из лучших трудов по газодинамическим процессам в артиллерии. Совм. с Т. М. Платовой по заданию ГРАУ исследовал погрешности штатного метода измерения давлений, применяемого в артиллерийской технике, и разработал новый метод упругих сферических крешеров, который затем нашёл применение на полигонах в качестве эталонного метода измерения давлений при проведении опытно-конструкторских и поисковых работ. В начале 60-х гг. под общим руководством Г. в спецотделе СФТИ были начаты теоретические и экспериментальные работы по физике больших скоростей, в частности велись баллистическое проектирование и отработка легкогазовых установок (ЛГУ) для высокоскоростного метания тел (скорости порядка 3 — 7 км/с). В разработке теории и методов расчёта внутренних задач газовой динамики ЛГУ принимали участие Л. В. Комаровский, Ю. К. Зинченко, Б. Г. Кузнецов, Ю. С. Завьялов, экспериментальной отработкой занимались В. Д. Мерзляков, Ю. П. Косточко, М. С. Барышев, С. А. Остапенко. С 1962 года осуществлял науч. руководство лабораториями № 1 (горения конденсированных систем), № 2 (физики больших скоростей) и № 3 (динамики летательных аппаратов), организованных в составе спецотдела СФТИ. На эти лаборатории была возложена задача развертывания исследований по актуальным направлениям быстропротекающих процессов механики сплошной среды и прикладной математики. К её решению привлекались преподаватели ф-тов физ.-мат. профиля ТГУ. На базе лабораторий обучались студенты и осуществлялась подготовка науч. кадров. Под руководством Г. был сформирован работоспособный науч. коллектив, занимавшийся исследованиями в области баллистики. В эти годы Г. выполнил целый ряд теоретических и экспериментальных работ (свыше 30), 5 из которых были опубликованы. Он поддерживал тесные связи с оборонными предприятиями и науч.-исслед. ин-тами страны, куда неоднократно выезжал. Г. стоял у истоков томской школы баллистиков. Являясь, наряду с И. П. Граве, Д. А. Вентцелем, Н. Ф. Дроздовым, М. Е. Серебряковым, М. А. Мамонтовым, Б. В. Орловым, одним из ведущих баллистиков страны, Г. развил основы баллистического проектирования ствольных систем. Он сочетал в себе качества глубокого теоретика, оригинального конструктора уникальных приборов и сложных экспериментальных установок. Его перу принадлежат 3 монографии и более 100 статей и науч. отчётов. Значительная часть этих работ была выполнена им по заданию ГАУ и министерств оборонной промышленности.
Горохов — основатель томской школы баллистиков-механиков. Под его руководством было подготовлено 30 кандидатов наук, 10 из которых впоследствии защитили докторские диссертации. Среди его учеников профессора Т. М. Платова, В. Н. Вилюнов, Г. А. Тирский, А. М. Липанов, Н. А. Пивкин, А. Н. Кудинов, И. В. Поттосин, В. Е. Зарко, доценты С. А. Бетехтин, А. Е. Кубека, А. Д. Колмаков, В. Д. Мерзляков, Ю. И. Медведев, Н. П. Медведева и др. Г. удостаивался премии ТГУ за науч. работы (1952, 1957). В 1962—1968 — редактор «Тр. СФТИ».

### Переезд в Казань и Ижевск
В 1968 году по рекомендации 3-го гл. упр. Министерства машиностроения был направлен на работу в Казанский НИИ хим. продуктов, в котором проработал до 1974 года. С сент. 1974 — профессор, а с сент. 1975 — зав. кафедрой динамики машин Ижевского мех. ин-та (в настоящее время университет).
В жизни Г. был обаятельным, внимательным и очень чутким по натуре человеком. Умел создавать в коллективе микроклимат творческого содружества, взаимной поддержки и желания у учеников быть похожими на своего учителя. На спец. отд-нии, затем на спец. ф-те, физ.-техн. ф-те и в НИИ ПММ ТГУ в День ракетных войск и артиллерии во время торжественного праздника на сцене вывешивался транспарант «Артиллерия — Бог Войны, а Михаил Семёнович Горохов — Бог Артиллерии».
На протяжении всей жизни активно занимался общественной работой. В период учёбы и работы в ТГУ избирался членом месткома и комитета ВЛКСМ университета. Редактировал стенгазету. Входил в состав профбюро ин-та. С 1940 года состоял в ВКП(б) — КПСС. Неоднократно избирался в состав партбюро ф-та, парткома ин-та и университета. В течение ряда лет состоял в правлении Томской обл. организации об-ва по распространению полит. и науч. знаний «Знание», дважды был делегатом от неё на съездах об-ва, а в 1967 был занесён в книгу почёта этого об-ва. Председатель обл. избирательной комиссии по выборам в Томский облсовет депутатов трудящихся (1959). Избирался депутатом Томского горсовета депутатов трудящихся 3-х созывов (1947—1965). Участник Всесоюзного совещания работников высшей школы (1961). Входил в состав советов по присуждению учен. ст. при ТГУ и ТПИ. С 1963 по 1967 — председатель специализированного межвузовского совета по присуждению учен. ст. С 1970 по 1975 — член специализированного совета по присуждению учен. ст. Казанского хим.-технол. ин-та, в 1976—1979 — член специализированного учен. совета Ижевского мех. ин-та, зам. председателя совета. С 1975 — редактор спец. вып. науч.-техн. работ Ижевского мех. ин-та. Член Высшей аттестационной комиссии СССР (1976—1985). Входил в состав координационного комитета по проблемам эффективности и надёжности при Минвузе РСФСР, науч.-метод. совета при МВО СССР по специальности 0542; науч.-техн. совета при п/я Х-5498 Министерства машиностроения.

## Награды и звания
Чл.-корр. Академии артиллерийских наук Министерства обороны СССР (1947). Почётный академик Российской академии ракетно-артиллерийских наук.
Орден Трудового Красного Знамени (1989), орден «Знак Почёта» (1961), «Заслуженный деятель науки и техники РСФСР» (1979), медали — «За доблестный труд в Великой Отечественной войне 1941—1945 гг.» (1947), «За доблестный труд. В ознаменование 100-летия со дня рождения Владимира Ильича Ленина» (1970), «Тридцать лет Победы в Великой Отечественной войне 1941—1945 гг.» (1975), «Сорок лет Победы в Великой Отечественной войне 1941—1945 гг.» (1985).
В 1984 был награждён почётной грамотой Верховного Совета УАССР.
В память М.С. Горохова в 2009 году установлена мемориальная доска во 2-м корпусе Ижевского государственного технического университета им. М.Т.Калашникова. Портрет М.С. Горохова размещён в портретной галерее “Профессора Томского университета”.

## Личная жизнь
Первым браком был женат на Покровской Зинаиде Николаевне. У них было 3 детей: дочери Сталина, Марина и сын Алексей. Вторым браком — на Татьяне Васильевне Вилюновой. Их сын Максим — доктор физико-математических наук, профессор, Лауреат Государственной Премии Удмуртской Республики, заведующий кафедрой «Информационные системы» ФГБОУ  ВПО «Ижевский государственный технический университет им. М.Т. калашникова».

## Сочинения
- Исследование дифференциальных уравнений в каналах с переменным поперечным сечением // Изв. НИИММ. 1938. Т. 2. Вып. 1; Совм. с Л. И. Свиридовым.
- Основные вопр. внутренней баллистики // Там же. 1940. Т. 1; Совм. с Г. И. Карповым, Т. М. Платовой.
- Исследование процесса деформирования медных крешерных столбиков по опытам в бомбе // Изв. Артиллерийской академии наук. 1950. № 19;
- Обобщение метода Н. Ф. Дроздова в случае применения основных уравнений при четырёх параметрах // Там же. 1951. № 1; Совм. с Т. М. Платовой.
- Сравнительная оценка различных методов измерения давления в артиллерийской технике // Там же. 1951. № 19; Совм. с Ф. Н. Парфёновым.
- К вопр. о приближенных методах решения задачи внутренней баллистики // Артиллерийский ж. 1955. № 3;
- Совм. с С. А. Бетехтиным, А. М. Вишницким, К. П. Станиковичем, И. Д. Федотовым. Газодинамические основы внутренней баллистики / Под ред. К. П. Станюковича. М., 1957.